# Paganino Gaudenzi
Paganino Gaudenzi (* 3. Juni 1595 in Poschiavo; † 3. Januar 1649 in Pisa; auch Paganino Gaudenzio) war ein Schweizer katholischer Theologe, Priester, Dichter und Universalgelehrter.

## Leben
Paganino Gaudenzi wurde in Poschiavo in Graubünden am 3. Juni 1595 geboren. Er studierte evangelische Theologie und Rechtswissenschaften an den Universitäten Basel, Regensburg sowie Tübingen und promovierte 1614 an letztgenannter zum Doktor beider Wissenschaften. In Chur nahm man ihn im Jahr 1614 in die evangelisch-rätische Synode auf und übertrug ihm das Recht, Pfarrer in Mese zu sein. Kurz war er als Aushilfe in seiner Heimatgemeinde tätig und danach als Prediger in Vicosoprano.
Gaudenzi gehörte der reformierten Kirche an, konvertierte aber 1616 zum katholischen Glauben. Als Katholik versuchte er, die Reformierten von seiner Konfession zu überzeugen. Dann zog er in die Lombardei und studierte katholische Theologie an der Universität Rom. Er erhielt die niedere Weihe und wurde zum Lehrer und zum Prediger ernannt, kehrte in die Drei Bünde zurück und empfing die Priesterweihe. 1623 war er für einige Monate überdies Verwalter des Klosters in Churwalden sowie Pfarrer in Tschiertschen.
Ab Ende 1623/Anfang 1624 bekleidete er an der Universität Rom das Amt des Professors der griechischen Sprache. Ab 1629 war er am Athenäum in Pisa als Professor der italienischen Literatur und des Feudalrechts tätig. Dieses Amt hatte er bis zu seinem Tod am 3. Januar 1649 inne. In dieser Zeit hatte er auch mehrere Werke verfasst; alle seine Schriften wurden entweder in lateinischer oder italienischer Sprache verfasst.

## Werke (Auswahl)
- De Philosophiae apud Romanos initio et progressu (Hauptwerk)
- De incertudine calvinianae doctrinae, tractatus (Rom 1623)
- De Dogmatibus et ritibus veteris Ecclesiase haereticorum huius teporis, et praesertim Calvinianorum testimonia (Rom 1625)
- Declamationes octo extra ordinem habitae anno 1629 (Florenz 1630)
- In obitum Reginae Polonorum (Florenz 1631)
- Contradizione morale intorno al sospetto. Discorso nella morte del già generalissimo Valenstein (Pisa 1634)
- De Justinianaei saeculi moribus nonnullis (Florenz 1637)
- Multa mulctrae, apologeticon tyronis litterarii (Florenz 1638)
- De dogmatum Origenis cum philosophia Platonis comparatione, Salebrae Tertullianeae. De vita Christianorum ante tempora Constantini (Florenz 1639)
- De Pythagorea animarum transmigratione (Pisa 1641)
- Della Disunita Accademia accrescimento, operetta di Paganino Gaudentio, nella quale l’autore insieme difende alcuni istorici contra l’accuse d’Agostino Mascardi (Pisa 1644)
- La Galleria dell’inclito Marino considerata vien dal Paganino con alcune composizioni dell’istesso Paganino (Pisa 1648)